# AV1
AV1 (rozepsaněji AOMedia Video 1) je bezpoplatkový a otevřený formát kódování videa. Je zamýšlený jako nástupce formátu VP9, konkurent formátu HEVC a jako zvukový formát jej má doplňovat formát Opus, s kterým bude kombinován v rámci nové verze kontejneru WebM. Je předpokládáno využití formátu zejména v rámci HTML5 video a WebRTC.
Formát vyvinula Aliance pro otevřená média, americké neziskové konsorcium sdružující především firmy Amazon, Apple, ARM Holdings, Cisco Systems, Facebook, Google, IBM, Intel, Microsoft, Mozilla Corporation, Netflix a Nvidia, a první vydání je z konce března 2018. Motivací k založení Aliance byly vysoké licenční poplatky komerčního formátu H.265/HEVC a jeho nepřehledná a složitá patentová ochrana.

## Filtry v AV1
Filtry jsou rozděleny do několika kategorií. Mohou být buď normativní nebo nenormativní. Normativní filtr je povinnou součástí kodeku, bez něj není možné správně dekódovat video. Nenormativní filtr je volitelný.
Taky se filtry liší podle místa použití. Existují filtry pro předzpracování (pre-kompilace), používané k vstupním datům před zahájením kódování, filtry pro postprocesing, které se vztahují k výstupním datům po dokončení dekódování, stejně jako in-loop filtry a loop filtry, integrované v procesu kódování. Filtry pre-zpracování a post-zpracování jsou obvykle nenormativní a nebudou zahrnuté do kodeku (jsou externí do kodeku). Loop filtry jsou normativní. Je to součást kodeku. Používají se v procesu optimalizace kódování a aplikují se na uložené referenční rámce nebo pro inter-frame kódování.
AV1 používá tři normativní korekční filtry.  

### Deblocking filtr
Tento filtr je pro odstranění zřejmých artefaktů na okrajích kódovaných bloků. AV1 je tradiční kodek s pevnými hranicemi bloků. Proto potřebuje tradiční filtr pro deblokování, který vyhlazuje artefakty na okrajích bloků.

### Constrained Directional Enhancement filtr
Tento filtr se používá po deblockingu. CDEF vypočítává směr okrajů a vzorů, a podle odhadů používá neoddělitelný, nelineární, nízko průchodový směrový filtr o rozměrech 5 × 5 s 12 nenulovými váhami. V případě objevení signalizace směrů, dekodér odhaduje směry pomocí normativního rychlého vyhledávací algoritmu, aby se vyhnul té signalizace.

### Loop Restoration filtr
Skládá se ze dvou konfigurovatelných a vyměnitelných filtrů: Wienerův filtr a Guided filtr. Jedná se o dva konvoluční filtry, které se snaží vytvořit jádro pro částečné obnovení ztracené kvality původního vstupního obrazu. Obvykle se používají k potlačení šumu a / nebo korekci na okrajích bloků. V případě AV1 provádějí obecný úkol potlačení šumu odstraněním základního šumu DCT prostřednictvím nastavitelného rozostření.

## AVIF
AVIF je formát grafického souboru využívající kódování AV1 pro formát souboru (kontejneru) HEIF. Jde o otevřený formát, který je konkurenčním formátem komerčního HEIC formátu využívajícího kompresi HEVC (H.265). Specifikace AVIF verze 1.0.0 byla finalizována v únoru 2019.